# Friedrich Josias, Prinț de Saxa-Coburg și Gotha
Friedrich Josias, Prinț de Saxa-Coburg și Gotha (Friedrich Josias Carl Eduard Ernst Kyrill Harald; 29 noiembrie 1918 – 23 ianuarie 1998) a fost Șeful Casei de Saxa-Coburg și Gotha din 1954 până la moartea sa.

## Biografie
Prințul a fost fiul cel mic al lui Charles Edward, Duce de Saxa-Coburg și Gotha și a soției acestuia, Prințesa Victoria Adelaide de Schleswig-Holstein. Tatăl său a fost obligat să abdice în 1918.
În 1938, Friedrich Josias a intrat în Wehrmacht și a participat la ocuparea Cehoslovaciei, Poloniei și Franței. În 1941, el a luptat în Iugoslavia și Uniunea Sovietică. S-a îmbolnăvit grav în iarna anului 1941. După recuperare, a luptat ca Oberleutnant în Caucaz. În 1944, a fost Ordonnanzoffizier sub Generalfeldmarschall Erwin Rommel pe coasta franceză. În iunie 1944 a staționat în Danemarca sub generalul von Hanneken, unde a fost capturat de britanici în mai 1945 și eliberat în toamna aceluiași an.
Fiind al treilea fiu, nu era de așteptat să succeadă ca Șef al casei ducale însă fratele său cel mare Johann Leopold, Prinț de Saxa-Coburg și Gotha s-a căsătorit morganatic și a renunțat la a drepturile sale ca Șef al Casei de Saxa-Coburg și Gotha iar cel de-al doilea frate, Hubertus, a fost ucis în misiune în 1943 pe frontul de est într-un accident de avion. Friedrich Josias a devenit Șef al Casei de Saxa-Coburg și Gotha la decesul tatălui său, la 6 martie 1954.

## Căsătorii
Prințul s-a căsătorit de trei ori:
La Kassel, la 25 ianuarie 1942, Friedrich Josias s-a căsătorit cu verișoara sa primară, contesa Viktoria-Luise de Solms-Baruth (13 martie 1921 – 1 martie 2003). Ei au avut un fiu înainte ca mariajul să se termine cu un divorț, la 19 septembrie 1946:
1. Andreas Michael Armin Siegfried Friedrich Hans Hubertus (n. 1943).

La San Francisco, la 14 februarie 1948, Friedrich Josias s-a căsătorit a doua oară cu Denyse Henrietta de Muralt (14 decembrie 1923 – 25 aprilie 2005). Ai au avut trei copii:
1. Prințesa Maria Claudia Sibylla (n. 22 mai 1949), căsătorită la 17 martie 1971 cu Gion Schäfer (n. 1945). Au două fiice: Maria Christina Sibylla Schäfer (n. 1972) și Gianetta Antonia Schäfer (n. 1975).
2. Prințesa Beatrice Charlotte (n. 15 iulie 1951), căsătorită la 12 iunie 1977 cu Prințul Friedrich de Saxa-Meiningen (1935–2004). Au copii.
3. Prințul Adrian Vinzenz Eduard (1955–2011), căsătorit prima dată la 20 octombrie 1984 cu Lea Rinderknecht; căsătoria a fost morganatică și cei doi fii ai ei nu au drepturi de succesiune asupra ducatului de Saxa-Coburg și Gotha. Mariajul s-a terminat prin divorț în 1993. Adrian s-a căsătorit a doua oară (tot morganatic) la 11 iulie 1997 cu Gertrud Krieg. Nu au avut copii.

Friedrich Josias și Denyse au divorțat la 17 septembrie 1964.
La Hamburg, la 30 octombrie 1964 Friedrich Josias s-a căsătorit a treia oară (tot morganatic) cu Katrin Bremme (22 aprilie 1940 – 13 iulie 2011). Nu au avut copii.